# Wursten

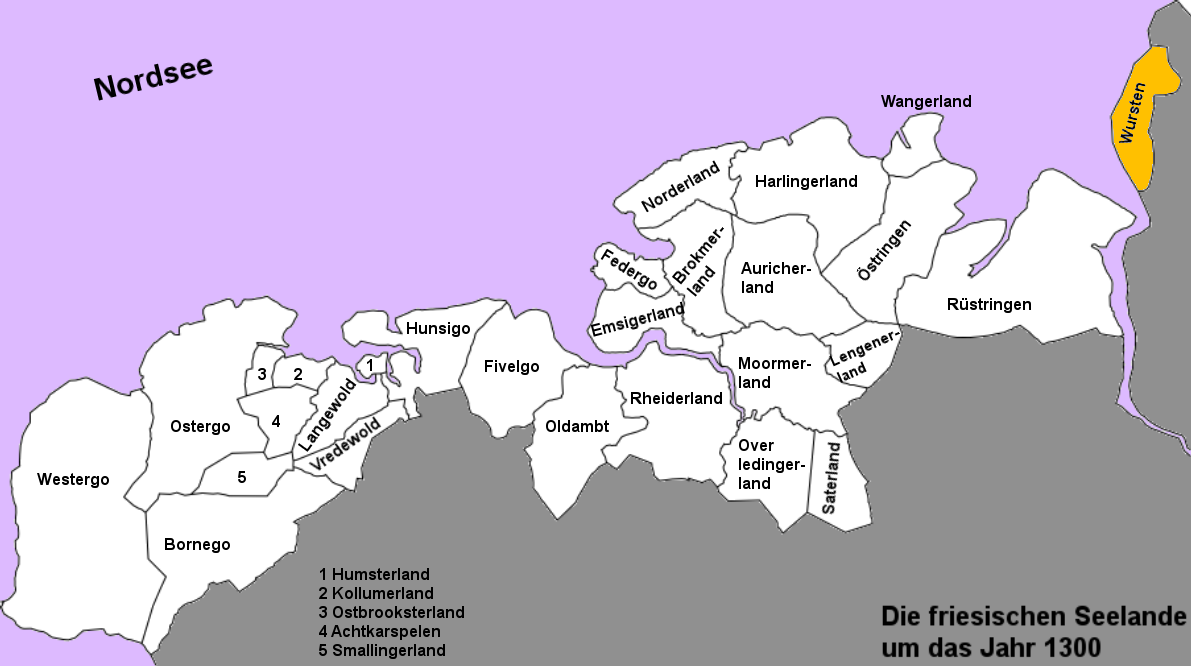
Ligging van het land Wursten

Het Land Wursten of simpelweg Wursten is een gebied in het noorden van de Duitse deelstaat Nedersaksen waar vroeger Friese emigranten zich hebben gevestigd. Het is staatkundig gezien nooit onderdeel geweest van het Friese woongebied, maar cultureel gezien wel. Het uitgestorven Wurstfries is hier een bewijs van. Tot 2015 vormde dit gebied een gelijknamige Samtgemeinde in het Landkreis Cuxhaven. De zuidelijke dorpen zijn bij de stad Bremerhaven gevoegd. Sindsdien is het deel van de gemeente Wurster Nordseeküste.
De naam Wursten heeft niets met worst te maken, maar is een verbastering van wurtsaten of wurtsassen. Dit betekent: mensen, die zitten (wonen) op een Wurt of Warft, Gronings: wierde, een terp. Veel dorpskerken en belangrijke huizen of boerderijen in deze streek, gebouwd vóór de tijd, dat er goede dijken waren, staan tot op de huidige dag op een Warft.
In 1517 kwamen de vrijheidslievende Friezen van het Land Wursten in opstand tegen de belasting- en andere maatregelen van hun toenmalige landheer, het Prinsaartsbisdom Bremen. Zij werden echter in december van dat jaar verslagen in een slag bij het Wremer Tief. De Bremer troepen stonden toen onder bevel van Christoffel van Brunswijk-Wolfenbüttel. Een laatste opstand, op het kerkhof van de Sint-Willehadkerk te Wremen, in 1557, werd bloedig de kop in gedrukt.
Legendarisch is de rol van een 17-jarig meisje tijdens deze gevechten. Deze Tjede Peckes (geboren omstreeks 1500 in Padingbüttel-Oberstrich; gesneuveld 23 december 1517 bij Wremen, in de Slag bij het Wremer Tief) was een Wurstfriese vrijheidsstrijdster; zij wordt in de regio wel met Jeanne d'Arc vergeleken.

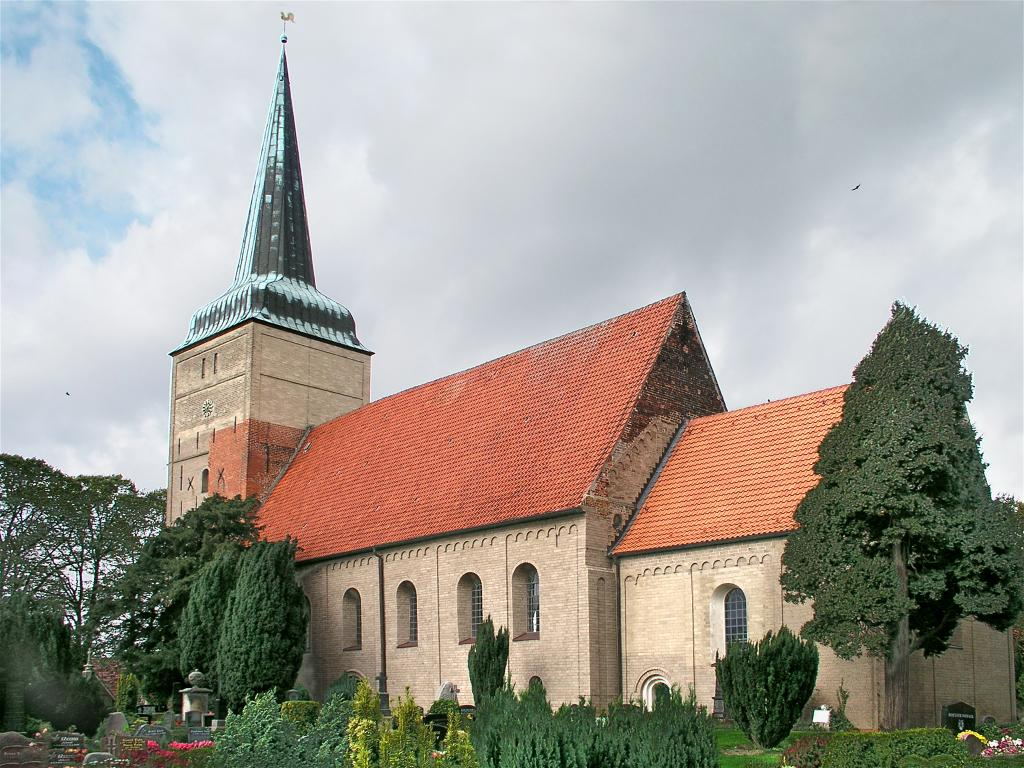
St.-Willehadkerk, Wremen (ca. 1200)
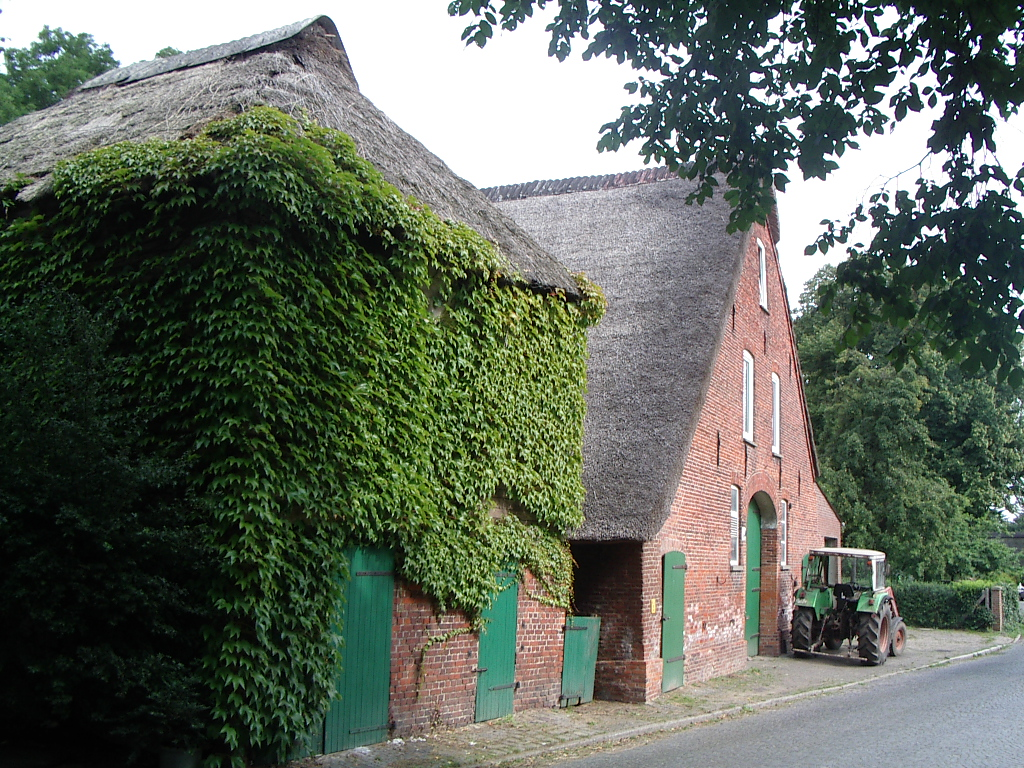
Voor de streek typische boerderij bij Weddewarden, aan de noordrand van Bremerhaven